# Anass Aït El Abdia
Anass Aït El Abdia, nascido a 21 de março de 1993, é um ciclista profissional marroquino. Actualmente corre para a equipa VIB Sports.

## Palmarés
2014
- 1 etapa da Volta a Marrocos

2015
- Challenge du Prince-Trophée da Maison Royale
- 3º no Campeonato de Marrocos Contrarrelógio

2016
- Campeonato de Marrocos em Estrada

2017
- Volta a Marrocos

## Resultados em Grandes Voltas e Campeonatos do Mundo
Durante a sua carreira desportiva tem conseguido os seguintes postos nas Grandes Voltas e nos Campeonatos do Mundo em estrada:
| Carreira           | 2014 | 2015 | 2016 | 2017 | 2018 |
| ------------------ | ---- | ---- | ---- | ---- | ---- |
| Giro d'Italia      | -    | -    | -    | -    | -    |
| Tour de France     | -    | -    | -    | -    | -    |
| Volta a Espanha    | -    | -    | -    | Ab.  | -    |
| Mundial em Estrada | -    | -    | 22º  | -    | -    |

-: não participa

Ab.: abandono